# Мартін Кубелік
Мартін Кубелік (чеськ. Martin Kubelík; 18 вересня 1946, Прага — Грудень 2022) — чеський архітектор, історик архітектури, археолог і етнолог. Син чеського диригента Рафаеля Кубеліка.

## Біографія
Народився у Празі 18 вересня 1946 року у родині видатного чеського диригента та музичного композитора Рафаеля Кубеліка. Після комуністичного перевороту в 1948 році сім'я емігрувала. Мартін Кубелік вивчав архітектуру в Кембриджському університеті. Пізніше продовжив навчання в Рейніш-Вестфальскій Технічній академії в Аахені, де вивчав історію архітектури. Згодом здобув стипендію Centro Tedesco di Studi Veneziani в Венеції, що дозволило йому фінансувати дослідження історичного розвитку італійських вілл регіону Венето. Інша стипендія була надана «Bibliotheca Hertziana» в Римі, Інститутом суспільства Макса Планка, яка зосереджується на історії мистецтва. Ця стипендія була використана для вивчення найсучасніших археологічних методів, зокрема дендрохронології та використання термолюмінесценції.
Протягом багатьох років він співпрацював з Музеєм науково-дослідної лабораторії «Ратген» Прусської державної культурної спадщини в Берліні і читав лекції в університетах Європи та США. Також був доцентом Корнельського університету в Ітаці (США), а потім як професор технічного університету Відня і був керівником Інституту архітектури (Institut für Baukunst und Bauaufnahmen).
Після падіння комуністичного режиму Мартін Кубелік повернувся до Чехословаччини, де читав лекції на факультеті ядерної та фізичної інженерії Чеського технічного університету в Празі, де згодом заснував лабораторію кількісних методів дослідження пам'яток.
Почесний доктор Львівської політехніки (1995).
Дружиною Мартіна Кубеліка є архітектор та фотограф Каміла Кубелікова. У них є син і дочка.